# Oporto Challenger 1987
L'Oporto Challenger 1987 è stato un torneo di tennis facente parte della categoria ATP Challenger Series nell'ambito dell'ATP Challenger Series 1987. Il torneo si è giocato a Porto in Portogallo dal 27 aprile al 3 maggio 1987 su campi in terra rossa.

## Vincitori

### Singolare
Christian Bergström ha battuto in finale  Alex Antonitsch con il punteggio di 6–1, 6–3

### Doppio
Conny Falk /  Stefan Svensson hanno battuto in finale  Ronnie Båthman /  Michael Tauson con il punteggio di 7–5, 5–7, 6–3